# Духовая (Свердловская область)
Духовая — деревня в Пышминском городском округе Свердловской области России.

## Географическое положение
Деревня Духовая расположена в 18 километрах (по дорогам в 22 километрах) к юго-западу от посёлка Пышма, на правом берегу реки Пышмы.

## Население
| 2002 | 2010 | 2021 |
| ---- | ---- | ---- |
| 233  | ↘181 | ↘151 |